# 镇雄直隶州
镇雄州，清朝时设置的州。
雍正六年（1728年）降镇雄府为州，治所在今云南省镇雄县。属昭通府。光绪三十四年（1908年）升为镇雄直隶州。辖境与明朝时府境相同。1913年废州改为镇雄县。